# بيل هابل
بيل هابل (بالإنجليزية: Bill Hubbell)‏ هو لاعب كرة قاعدة أمريكي، ولد في 17 يونيو 1897 في سان فرانسيسكو في الولايات المتحدة، وتوفي في 3 أغسطس 1980 في ليكوود في الولايات المتحدة.

## وصلات خارجية
- بيل هابل على موقعبيزبول رفرنس.كوم (الدوري الرئيسي) (الإنجليزية)
- بيل هابل على موقعبيزبول رفرنس.كوم (الدوري الثانوي) (الإنجليزية)